# Tim Leibold
Tim Leibold, né le 30 novembre 1993 à Böblingen, est un footballeur allemand jouant au poste de arrière gauche au Sporting de Kansas City en MLS.

## Biographie

### En club

#### Débuts compliqués en Souabe
Tim Leibold est formé au VfB Stuttgart avec son frère, Steffen, de 14 mois son aîné. En 2006, il n'est pas conservé par le club, étant jugé trop petit. Après un passage au TSF Ditzingen, il rejoint en 2009 le SGV Freiberg, avec qui il dispute une saison en Bundesliga junior avant d'intégrer l’équipe première en Oberliga pour la saison 2012-2013, durant laquelle il se révèle avec la réalisation de cinq buts et quatre passes décisives en 33 matchs. Leibold fait alors son retour au VfB Stuttgart mais ne dispute aucun match avec l'équipe première, le directeur sportif Fredi Bobic ne l'ayant pas jugé apte à jouer avec celle-ci.

#### Révélation au FC Nuremberg
En 2015, il rejoint le FC Nuremberg. Lors de sa première saison au club, la recrue László Sepsi lui est préférée au poste d'arrière gauche, et, après avoir joué quelques matchs au poste de milieu défensif, Leibold est replacé au poste de milieu gauche. À ce nouveau poste, il inscrit quatre buts et délivre deux passes décisives, et voit le FC Nuremberg échouer en barrages de promotion face à l'Eintracht Francfort.
En raison d'une pubalgie et d'une blessure à l'adducteur, il manque la majorité des matchs de la saison 2016-2017.
Lors de la saison suivante, Leibold est titulaire au poste d’arrière gauche, et participe à la montée du club en Bundesliga. Il inscrit ainsi un but lors du match assurant à Nuremberg la deuxième place du classement et ainsi la promotion.
En première division, il dispute 32 des 34 matchs de championnat mais ne peut empêcher la descente du club avec seulement trois victoires obtenues.

#### Affirmation au Hambourg SV
Le 29 juin 2019, il rejoint le Hambourg SV, où il signe un contrat de quatre saisons. Lors de sa première saison dans le nord de l'Allemagne, il dispute toutes les minutes possibles, et termine meilleur passeur du championnat avec 16 passes décisives. Il est ainsi élu dans l'équipe-type du journal Kicker Sportmagazin.
Au début de la saison 2020-2021, le nouvel entraîneur Daniel Thioune le nomme capitaine de l'équipe. Cette année, il inscrit quatre buts, dont un doublé face au FC Heidenheim en position de milieu gauche.
Lors de la saison 2021-2022, sous les ordres de Tim Walter, Sebastian Schonlau devient le nouveau capitaine et le club recrute Miro Muheim au poste d'arrière gauche. Leibold conserve tout de même sa place de titulaire avant de se rompre les ligaments croisés lors d'un match de Coupe d'Allemagne contre son ancienne équipe de Nuremberg le 26 octobre 2021.

#### Sporting de Kansas City
Le 12 janvier 2023, le Sporting de Kansas City, franchise de Major League Soccer, annonce la signature de Tim Leibold avec un contrat de trois saisons. Il dispute sa première rencontre avec Kansas City le 27 février suivant, entrant en fin de match face aux Timbers de Portland (défaite 1-0).

### En sélection
Au mois d'octobre 2013, il dispute avec l'équipe d'Allemagne des moins de 20 ans le tournoi amical des quatre nations. Il fait ses débuts le 10 octobre face à la Turquie (victoire 3-0). Il dispute aussi les deux rencontres, scellant la victoire finale de l'Allemagne dans le tournoi.